# Oxammit
Oxammit (auch Guañapit) ist ein extrem selten vorkommendes Mineral aus der Mineralklasse der „Organischen Verbindungen“. Es kristallisiert im tetragonalen Kristallsystem mit der chemischen Zusammensetzung (NH4)2(C2O4)·H2O, ist also chemisch gesehen ein Ammoniumoxalat.
Oxammit entwickelt meist farblose bis blass-gelbe pulverige Massen. Einzelne, gut ausgeprägte Kristalle sind selten. Die Strichfarbe des Minerals ist weiß und es gehört mit einer Mohshärte von 2,5 zu den eher weichen Mineralien.

## Etymologie und Geschichte
Erstmals beschrieben wurde Oxammit 1870 durch den amerikanischen Mineralogen Charles Upham Shepard (1804–1886). Der Name leitet sich aus der englischen chemischen Bezeichnung „Oxalate of Ammonia“ ab.
Aus dem Namen der Typlokalität Isla Guañape leitet sich der synonyme Name Guañapit ab.

## Klassifikation
In der mittlerweile veralteten, aber noch gebräuchlichen 8. Auflage der Mineralsystematik nach Strunz gehörte der Oxammit zur Mineralklasse der „Organischen Verbindungen“ und dort zur Abteilung der „Salze organischer Säuren“, wo er zusammen mit Caoxit, Coskrenit-(Ce), Glushinskit, Humboldtin, Levinsonit-(Y), Lindbergit, Minguzzit, Moolooit, Natroxalat, Novgorodovait, Stepanovit, Weddellit, Wheatleyit, Whewellit, Zhemchuzhnikovit und Zugshunstit-(Ce) die eigenständige „Gruppe der Oxalate“ bildete.
Die seit 2001 gültige und von der International Mineralogical Association (IMA) verwendete 9. Auflage der Strunz'schen Mineralsystematik ordnet den Oxammit ebenfalls in die Klasse der „Organischen Verbindungen“ und dort in die Abteilung der „Salze von organischen Säuren“ ein. Diese Abteilung ist allerdings weiter unterteilt nach der Art der salzbildenden Säure, so dass das Mineral entsprechend seiner Zusammensetzung in der Unterabteilung „Oxalate“ zu finden ist, wo er die Oxammit-Gruppe 10.AB.55 bildet.
Auch die Systematik der Minerale nach Dana ordnet den Oxammit in die Klasse der „Organische Minerale“ und dort in die gleichnamige Abteilung ein. Hier ist er als einziger Vertreter in der unbenannten Gruppe 50.01.05 innerhalb der Unterabteilung „Salze organischer Säuren (Oxalate)“ zu finden.

## Kristallstruktur
Oxammit kristallisiert orthorhombisch in der Raumgruppe P21212 (Raumgruppen-Nr. 18) und mit den Gitterparametern a = 8,035 Å; b = 10,31 Å; c = 3,801 Å, sowie zwei Formeleinheiten pro Elementarzelle.
Gut ausgeprägte, einzelne Kristalle von Oxammit sind sehr selten. Meistens kommt das Mineral als pulverige Massen oder polykristalline Aggregate von kleinen Lamellen vor.

## Bildung und Fundorte
Oxammit bildet sich im Guano durch die Exkremente von Seevögeln oder Fledermäusen. Weiterhin kann er auf verrotteten Eiern oder Kadavern von Vögeln entstehen. Durch seine gute Wasserlöslichkeit ist die Bildung an aride Klimabedingungen gebunden. Ein assoziiertes Mineral ist Mascagnin.
Bisher wurden für Oxammit weltweit nur drei Fundstellen bekannt:
- Isla Guañape, Trujillo, Peru
- Petrogale Cave (Felsenkänguruhöhle), Madura (Western Australia)
- Hamar an Nafur Insel, Golf von Masira, Oman.

Das Typmaterial verwahrte die University of Virginia, Charlottesville, (Virginia)/USA. Es wurde bei einem Brand 1916 zerstört.